# Kuniya Daini
Kuniya Daini (jap. 大仁 邦彌 Daini Kuniya; ur. 12 października 1944) – były japoński piłkarz, reprezentant kraju.

## Kariera klubowa
Od 1970 do 1978 roku występował w klubie Mitsubishi Motors.

## Kariera reprezentacyjna
W reprezentacji Japonii zadebiutował w 1972. W reprezentacji Japonii występował w latach 1972–1976. W sumie w reprezentacji wystąpił w 44 spotkaniach.

## Statystyki
| Reprezentacja Japonii | Reprezentacja Japonii | Reprezentacja Japonii |
| Rok                   | Mecze                 | Gole                  |
| --------------------- | --------------------- | --------------------- |
| 1972                  | 6                     | 0                     |
| 1973                  | 4                     | 0                     |
| 1974                  | 7                     | 0                     |
| 1975                  | 12                    | 0                     |
| 1976                  | 15                    | 0                     |
| Razem                 | 44                    | 0                     |